# Замок Клононі
Замок Клононі (замок Клуань Давна Бег, замок Луки Маленьких Справ, англ. Clonony, ірл. Cluain Damhna Beag) — один із замків Ірландії, розташований в графстві Оффалі, між річкою Бросна і Великим Каналом, біля дороги R357, в приході Галлен та Рейнех, за 1 милю на захід від селища Клоган, за 4 милі на схід від селища Банагер. Головна вежа замку була побудована біля 1500 року.

## Історія замку Клононі
Замок Клононі побудований в стилі замків Тюдорів. Замок Клононі побудував ірландський клан Мак Кохлан. Потім вождь клану Мак Кохлан — Джон Ог Мак Кохлан змушений був капітулювати перед силою короля Англії Генріха VIII і віддати короні свій замок та землі. Потім замок Клононі належав Томасу Болейну. Король Англії Генріх VIII одружився з його дочкою Анною. Мері та Єлизавета Болейн — кузени королеви Англії Єлизавети І доживали своє життя в замку Клононі, їх надгробки збереглися на території замку. Могили були виявлені 1803 року в 100 ярдах від замку. Напис розміром 8 футів на 4 фути на плиті вапняку: «Тут лежать Елізабет Лейс та Мері Болейн — дочки Томаса Болейна, сина Джорджа Болейна, сина Джорджа Болейна — віконта Рошфорд, сина сера Томаса Болейна — графа Ормонд та Віллшир».
У 1612—1620 роках замком володів Метью де Рензі (1577—1634) — лондонських торговець тканинами, родом з Кельна (Німеччина). Він створив перший англо-ірландських словник, це записано на його надгробній плиті в Атлоні. Він купив цей замок після того, як замок був конфіскований в клану Мак Кохлан після Дев'ятирічної війни в Ірландії за підтримку повстанців.
Нині від замку збереглася вежа XVI століття, нині це пам'ятка історії та архітектури Ірландії національного значення. Замок стоїть в декількох милях від монастиря та замку Клонмакнойс — релігійного, наукового та культурного центру Ірландії в Середні віки. Поруч знаходяться гавані річки Шеннон, міста Клоган, Банагер, Шеннонбрідж. Нині замок реставрується, але відкритий для туристів.
Замок баштового типу, типовий для замків тієї епохи, збереглися бійниці, гвинтові сходи, бійниці для гармат, залишки стіни. Замок має бочкоподібні склепінчасті стелі. Вежа мала три поверхи, з високим входом у західній стіні з навісною бійницею над ним. На верхні поверхи ведуть гвинтові сходи. Зовнішня стіна мала квадратні кутові вежі. Над вхідними воротами був герб. Замок частково відбудовувався в ХІХ столітті.
Замок згадується в «Літописі Чотирьох Майстрів»: «Відбулась велика війна в землях Делбна між нащадками Фаррелла Мак Колена та нащадками Доннелла, під час якої Джеймс Мак Колін, пріор Гайлінне та Ройдамна були вбиті пострілами з замку Клуйн Дамна».